# Jacob Bredt
Jacob Bredt (* 19. November 1811 Köln; † 20. August 1860 ebenda) war ein deutscher Theologe, Regierungsbeamter, Bergbauindustrieller und Politiker.

## Leben
Nach dem Besuch des Gymnasiums in Köln studierte Jacob Bredt an der Friedrich-Wilhelms-Universität Berlin und der Rheinischen Friedrich-Wilhelms-Universität Bonn evangelische Theologie. 1831 wurde er Mitglied des Corps Rhenania Bonn. Nach dem Studium wurde er Pfarrer in Geilenkirchen und 1842 in Aachen. Er wechselte in den Staatsdienst und war von 1843 bis 1845 Regierungs- und Schulrat in Aachen. Von 1845 bis 1853 war er Leiter der Aachen-Stolberger Bergwerksgesellschaft mit Sitz in Köln. Er war Hauptbeteiligter der Allianz – Anonyme Gesellschaft für Bergbau und Hüttenbetrieb bei Stolberg. 1848 kehrte er vorübergehend zur Neugestaltung des Preußischen Finanzwesens in den Staatsdienst zurück. 1853 wurde er in den Preußischen Landtag gewählt. Im gleichen Jahr ging er für ein Kölner Finanzkonsortium nach Tlumatsch in Galizien, um dort eine Zuckerraffinerie zu errichten und zu leiten. 1860 kehrte er nach Köln zurück.

## Auszeichnungen
- Ernennung zum Ehrenmitglied des Corps Rhenania Bonn